# マルコス・マテオ
マルコス・アウレリオ・マテオ・ロラ（Marcos Aurelio Mateo Lora, 1984年4月18日 - ）は、ドミニカ共和国サン・クリストバル州サバナ・グランデ・デ・パレンケ出身の元プロ野球選手（投手）。右投右打。

## 経歴

### プロ入りとレッズ傘下時代
2005年2月13日にシンシナティ・レッズと契約。ルーキー級ガルフ・コーストリーグ・レッズで13試合に登板し、2勝3敗、防御率4.30だった。
2006年はルーキー級ビリングス・マスタングスで18試合に登板し、5勝1敗1セーブ、防御率は3.20。
2007年はA級デイトナ・ドラゴンズで41試合に登板し、2勝4敗6セーブ、防御率3.50だった。

### カブス時代
2007年9月12日に、8月30日に行われたトレードの後日発表選手として、シカゴ・カブスへ移籍した。
2008年はA級ピオリア・チーフスで8試合に登板後、4月30日にA+級デイトナ・カブスへ昇格。デイトナでは25試合に登板し、4勝3敗、防御率3.57だった。オフの11月19日にシカゴ・カブスとメジャー契約を結び、40人枠入りを果たした。
2009年はデイトナで開幕を迎えた。4月25日にAA級テネシー・スモーキーズへ昇格。AA級では34試合に登板し、3勝6敗、防御率4.07だった。
2010年はテネシーで開幕を迎えた。5試合の登板（6回）で、0勝0敗2セーブ、防御率0.00と好投し、4月19日にAAA級アイオワ・カブスへ昇格。しかし5試合で防御率6.52と結果を残せず、5月10日にテネシーへ降格。その後は膝の故障で離脱し、ルーキー級アリゾナリーグ・カブスを経て、7月1日にAA級に復帰した。8月2日にアイオワへ昇格すると、3試合（3回）を無失点に抑え、8月9日にメジャーへ昇格した。同日の対サンフランシスコ・ジャイアンツ戦でメジャーデビュー。同点の延長10回裏から登板し、10回は無失点に抑えたものの、11回裏に無死満塁のピンチを迎え、パット・バレルに中堅へのサヨナラ犠飛を許してメジャー初黒星を喫した。その後はリリーフに定着し、この年は21試合に登板。0勝1敗1ホールド、防御率5.82だった。
2011年は開幕ロースター入りしたが、20試合の登板で防御率5.74と安定せず、5月17日にアイオワへ降格。6月28日に再昇格し、3試合に登板したが、7月5日に右肘の故障で15日間の故障者リスト入りした。その後は復帰できずにシーズンを終えた。オフにはドミニカン・ウィンターリーグに参加し、エストレージャス・オリエンタレスで12試合に登板した。
2012年は右肘の故障で開幕前から離脱し、4月5日に60日間の故障者リスト入りした。6月1日にトミー・ジョン手術を受け、シーズンを全休した。
2013年は前年の手術の影響で、シーズン序盤をリハビリに費やした。6月にルーキー級アリゾナリーグで復帰し、7月11日にAA級テネシーに昇格。7月29日にはAAA級アイオワへ昇格した。アイオワでは13試合に登板したものの、メジャーへ昇格することはなかった。オフの12月12日に行われたルール・ファイブ・ドラフトで、アリゾナ・ダイヤモンドバックスから指名され移籍した。
2014年3月12日にロースターから外されたため、ルール・ファイブ・ドラフトの規定でカブスへ復帰した。この年はアイオワで33試合に登板し、3勝0敗2セーブ、防御率3.86だった。オフの11月4日にFAとなった。

### パドレス時代
2015年1月8日にサンディエゴ・パドレスとマイナー契約を結んだ。
開幕後はAAA級エル・パソ・チワワズで22試合に登板し、2勝0敗9セーブ、防御率1.86と好投。6月24日にデイル・セイヤーが故障者リスト入りしたため、パドレスとメジャー契約を結んだ。同日の対ジャイアンツ戦で6点ビハインドの7回裏から登板し、4年ぶりのメジャー登板となった。その後はリリーフとして登板していたが、8月8日に首の故障で15日間の故障者リスト入りし、9月1日に復帰した。この年は26試合に登板し、1勝1敗1ホールド、防御率4.00だった。

### 阪神時代
2015年12月22日に、阪神タイガースとの間で1年契約を締結。2016年1月7日には、ウェイバー公示手続きの完了によって、契約が正式に成立した。背番号は38。阪神では、2014年から抑えを務めていた呉昇桓との契約が2015年で満了することを背景に、呉の退団に備えて新外国人投手候補を調査。しかし、呉が母国・韓国の国内法で禁止されている賭博に関わった疑惑が浮上したことを機に、2015年12月上旬で契約交渉を打ち切った。このため、呉に代わる抑え候補の1人として、マテオに白羽の矢を立てた。なお、マテオとの契約の直後には、もう1人のクローザー候補としてラファエル・ドリスも獲得している。
2016年は、オープン戦まで抑えの座をドリスと争った末に、公式戦を一軍でスタート。中日ドラゴンズとの開幕カード（京セラドーム大阪）では、3月26日の第2戦でNPB初登板を果たすと、3月27日の第3戦でNPB初セーブを記録した。以降の試合でも10セーブを挙げたが、下半身の違和感を訴えた5月中旬からは、救援登板で5試合連続失点を記録。さらに、病院の検査で右肩の関節炎と診断されたため、5月28日から6月14日まで出場選手登録を抹消された。シーズン全体では、セットアッパーや抑えとして、一軍公式戦50試合に登板。1勝3敗20セーブ、7ホールド、防御率1.80を記録したことから、シーズン終了後の11月29日には、1年契約でチームに残留することが球団から発表された。
2017年には、一軍公式戦の開幕から、抑えのドリスにつなぐセットアッパーに定着。球団からのノミネート選手としてセ・リーグの中継ぎ投手部門に名を連ねたオールスターゲームのファン投票で同部門の得票数1位になったことから、7月14日の第1戦（ナゴヤドーム）8回表に同ゲーム初登板を果たしたが、1回3失点という内容で敗戦投手になった。後半戦では、不調や腰の張りを理由に7月22日付で出場選手登録を抹消されたが、最短の抹消期間（10日）で7月31日から一軍へ復帰した。結局、レギュラーシーズン全体では、一軍公式戦63試合の救援登板で7勝36ホールドを記録。シーズン序盤から「勝利の方程式」へ加わった桑原謙太朗（67試合の救援登板で4勝39ホールドを記録）と並んで、ホールドポイントがセ・リーグ最多の43に達した結果、リーグ最優秀中継ぎ投手のタイトルを桑原と分け合った。シーズン終了後に、推定年俸1億9000万円（前年から8000万円増）という条件で契約を更改。
2018年には、一軍公式戦の開幕から4月下旬までに、9試合の救援登板で4ホールドを記録。チームが9連戦を控えていた4月26日には、母国のドミニカ共和国に住む夫人の出産へ立ち会うことを理由に、出場選手登録を抹消された。帰国後に夫人が第6子を出産したことから、再来日を経て、9連戦後の5月8日から一軍に復帰。しかし、5月12日の対広島戦（MAZDA Zoom-Zoom スタジアム広島）8回裏二死満塁から3者連続押し出し（1950年の2リーグ分立後のNPB一軍公式戦最多タイで史上17人目の記録）で3点を献上するなど、制球に苦しむ試合が相次いだ。後に右肩を痛めたため、5月27日に登録を再び抹消。シーズン終了後ウェイバー公示されたが、獲得を希望する球団はなく、10月31日付けで自由契約公示された。

### BC石川時代
2019年3月30日、BCリーグの石川ミリオンスターズへの入団が発表された。背番号は33。しかし、入団発表から一度も来日せず2019年のシーズンは終了しチームのホームページからも削除された。マテオの為に用意していたユニフォームは、お笑いコンビマテンロウのアントニーが石川ミリオンスターズの始球式に呼ばれた際にアントニーが大柄な体型だった為使用された。

### その後
2020年10月から2021年1月に開催されたドミニカ共和国のウィンターリーグ（LIDOM）のエストレージャス・オリエンタレスに所属し、リリーフとして2試合に登板している。

## 選手としての特徴
右投げのアーム式スリークォーター。フォーシームとスライダーを軸に投球を組み立てる。2015年のウィンターリーグでは自己最速99mph（約159km/h）を計測した。日本での最速は157km/h。
GB/FBがMLB通算0.79と低く、フライボールピッチャーである。また、被本塁打率が1.63と高い。右打者へのxFIPが3.28に対し、左打者へは4.06と苦手としている。

## 人物
弟は、カナディアン・アメリカン・リーグで活躍するダニエル・マテオ。日本では2018年シーズンの一時期に、ベースボール・チャレンジ・リーグ・石川ミリオンスターズに所属していた。

## 詳細情報

### 年度別投手成績
| 年 度    | 球 団    | 登 板 | 先 発 | 完 投 | 完 封 | 無 四 球 | 勝 利 | 敗 戦 | セ 丨 ブ | ホ 丨 ル ド | 勝 率 | 打 者 | 投 球 回 | 被 安 打 | 被 本 塁 打 | 与 四 球 | 敬 遠 | 与 死 球 | 奪 三 振 | 暴 投 | ボ 丨 ク | 失 点 | 自 責 点 | 防 御 率 | W H I P |
| -------- | -------- | ----- | ----- | ----- | ----- | -------- | ----- | ----- | -------- | ----------- | ----- | ----- | -------- | -------- | ----------- | -------- | ----- | -------- | -------- | ----- | -------- | ----- | -------- | -------- | ------- |
| 2010     | CHC      | 21    | 0     | 0     | 0     | 0        | 0     | 1     | 0        | 1           | .000  | 93    | 21.2     | 20       | 6           | 9        | 1     | 1        | 26       | 1     | 0        | 15    | 14       | 5.82     | 1.34    |
| 2011     | CHC      | 23    | 0     | 0     | 0     | 0        | 1     | 2     | 0        | 2           | .333  | 98    | 23.0     | 24       | 2           | 10       | 0     | 0        | 25       | 1     | 0        | 11    | 11       | 4.30     | 1.48    |
| 2015     | SD       | 26    | 0     | 0     | 0     | 0        | 1     | 1     | 0        | 1           | .500  | 113   | 27.0     | 22       | 5           | 9        | 1     | 3        | 33       | 1     | 0        | 16    | 12       | 4.00     | 1.15    |
| 2016     | 阪神     | 52    | 0     | 0     | 0     | 0        | 1     | 3     | 20       | 7           | .250  | 226   | 55.0     | 40       | 2           | 24       | 1     | 2        | 56       | 2     | 1        | 12    | 11       | 1.80     | 1.16    |
| 2017     | 阪神     | 63    | 0     | 0     | 0     | 0        | 7     | 4     | 0        | 36          | .636  | 252   | 59.0     | 49       | 2           | 17       | 0     | 3        | 62       | 1     | 0        | 26    | 18       | 2.75     | 1.12    |
| 2018     | 阪神     | 17    | 0     | 0     | 0     | 0        | 0     | 1     | 0        | 4           | .000  | 73    | 14.2     | 19       | 2           | 11       | 0     | 1        | 13       | 1     | 0        | 11    | 11       | 6.75     | 2.05    |
| MLB：3年 | MLB：3年 | 70    | 0     | 0     | 0     | 0        | 2     | 4     | 0        | 4           | .333  | 304   | 71.2     | 66       | 13          | 28       | 2     | 4        | 84       | 3     | 0        | 42    | 37       | 4.65     | 1.31    |
| NPB：3年 | NPB：3年 | 132   | 0     | 0     | 0     | 0        | 8     | 8     | 20       | 47          | .500  | 551   | 128.2    | 108      | 6           | 52       | 1     | 6        | 131      | 4     | 1        | 49    | 40       | 2.80     | 1.24    |

- 2018年度シーズン終了時

### 年度別守備成績
| 年 度 | 球 団 | 投手（P） | 投手（P） | 投手（P） | 投手（P） | 投手（P） | 投手（P） |
| 年 度 | 球 団 | 試 合     | 刺 殺     | 補 殺     | 失 策     | 併 殺     | 守 備 率  |
| ----- | ----- | --------- | --------- | --------- | --------- | --------- | --------- |
| 2010  | CHC   | 21        | 1         | 2         | 0         | 0         | 1.000     |
| 2011  | CHC   | 23        | 0         | 1         | 0         | 0         | 1.000     |
| 2015  | SD    | 26        | 1         | 2         | 0         | 0         | 1.000     |
| MLB   | MLB   | 70        | 2         | 5         | 0         | 0         | 1.000     |

- 2015年度シーズン終了時

### タイトル
NPB
- 最優秀中継ぎ投手：1回（2017年）

### 記録
NPB投手記録
- 初登板：2016年3月26日、対中日ドラゴンズ2回戦（京セラドーム大阪）、9回表に4番手で救援登板・完了、1回無失点
- 初奪三振：同上、9回表に亀澤恭平から空振り三振
- 初セーブ：2016年3月27日、対中日ドラゴンズ3回戦（京セラドーム大阪）、9回表に6番手で救援登板・完了、1回無失点
- 初ホールド：2016年4月9日、対広島東洋カープ2回戦（阪神甲子園球場）、9回表に3番手で救援登板、1回無失点
- 初勝利：2016年5月21日、対広島東洋カープ8回戦（阪神甲子園球場）、8回表に3番手で救援登板、2回2失点

NPBその他記録
- オールスターゲーム出場：1回（2017年）

### 背番号
- 62（2010年 - 2011年）
- 54（2015年）
- 38（2016年 - 2018年）
- 33（2019年）

### 登場曲
- 「Ya yo mangue to」Omega（2016年 - 2018年）